# Knäck

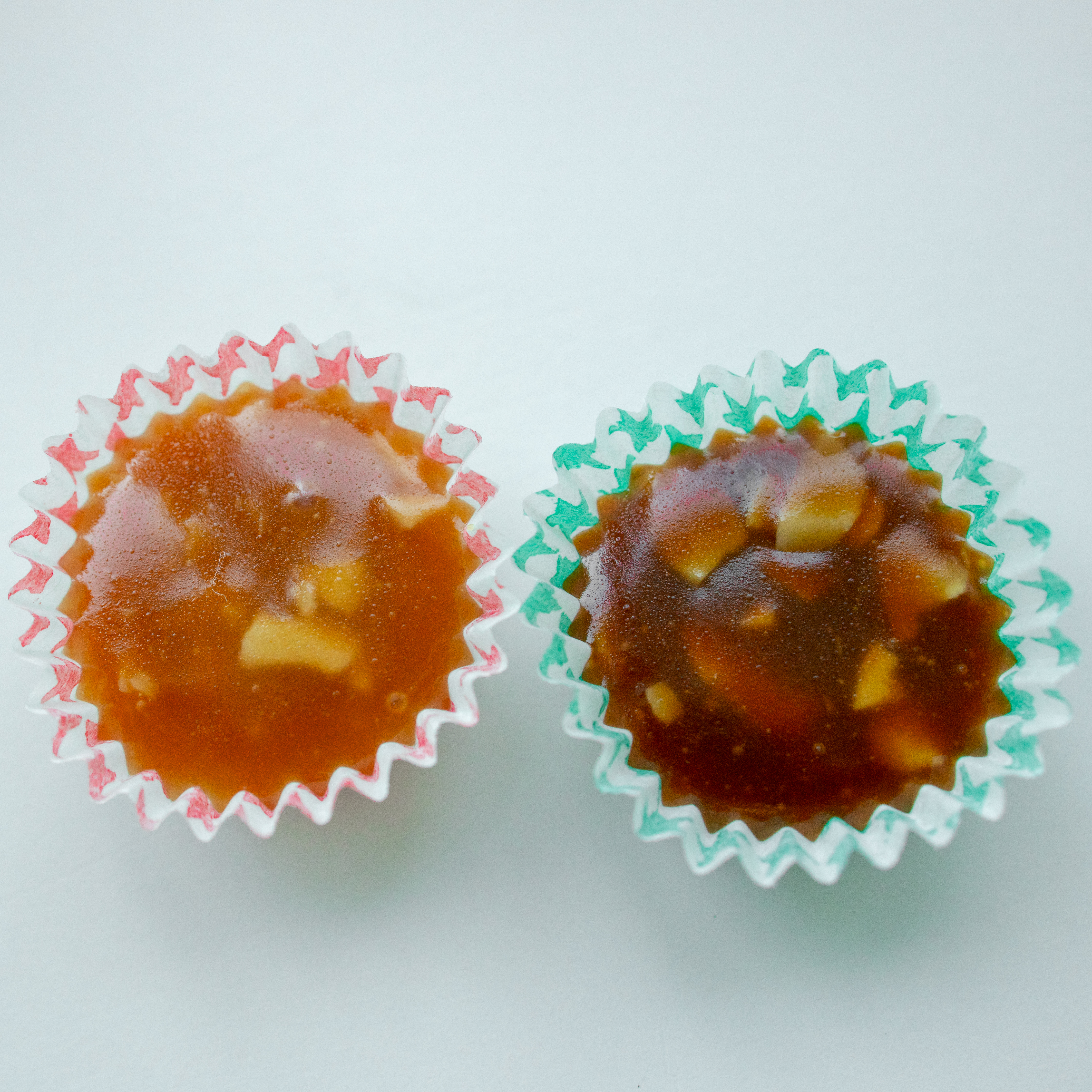
Två bitar knäck. Till vänster gjord med ljus sirap, till höger med mörk sirap.

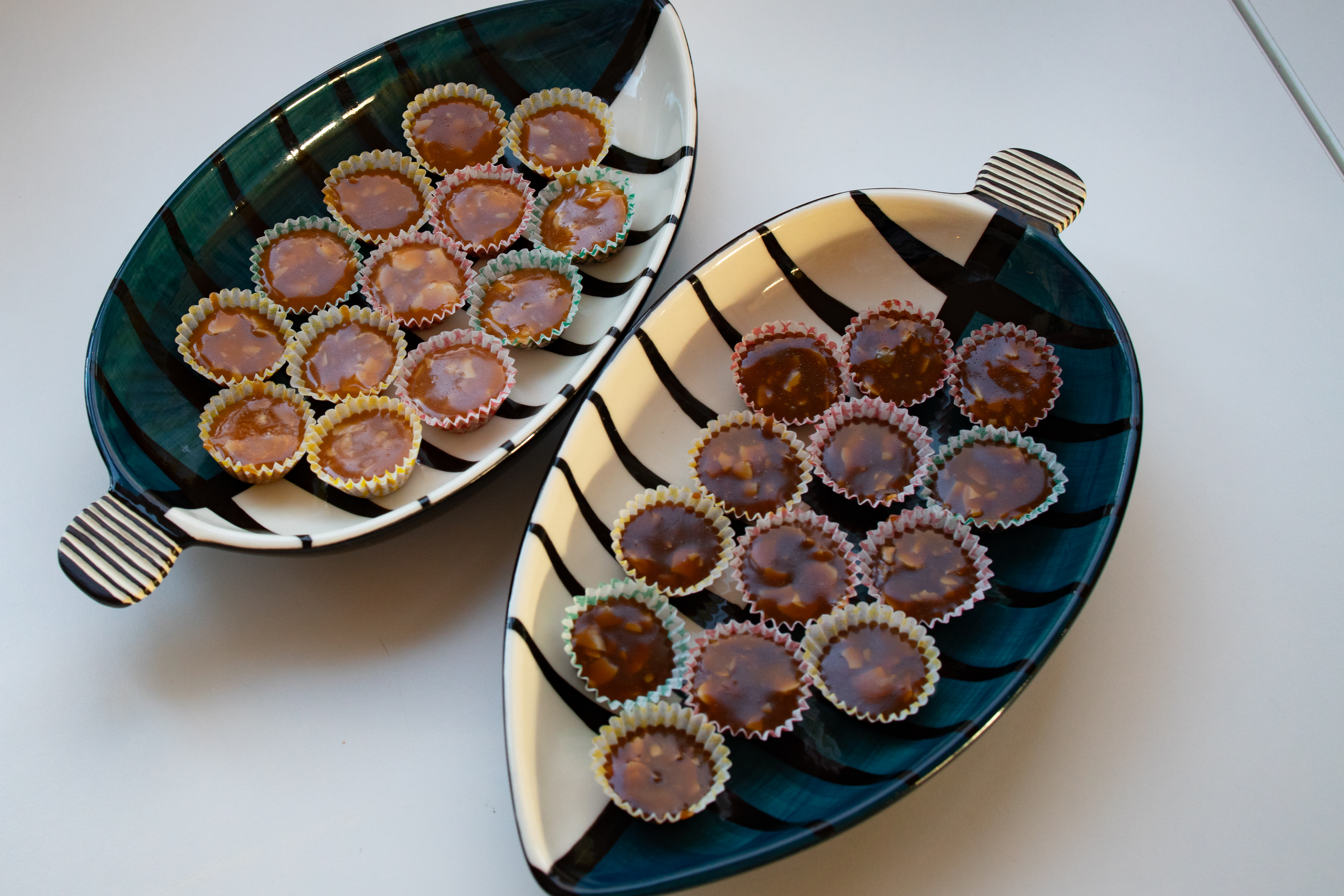
26 bitar knäck. Överst gjorda med ljus sirap, nederst med mörk sirap.

Knäck är en vanlig typ av hemgjort julgodis bestående av lika delar sirap, socker och grädde som kokas ihop och som ofta smaksätts med hackad mandel. När smeten har kokats ihop till lagom konsistens, som kan vara mjuk till mycket hård, beroende på tycke och smak, fördelas den i veckade små knäckformar av papper där den får stelna. Det har också varit vanligt att tillsätta till exempel skorpsmulor eller kokosflingor, för att dryga ut, och bakpulver, för att knäcken skall bli porös. Knäck görs traditionellt med ljus sirap, men det går även att använda mörk sirap för en mindre söt och mer påtagligt nötig smak.
Knäck är känt sedan slutet av 1800-talet. På engelska brukar den översättas till christmas butterscotch. Butterscotch har dock lite andra ingredienser.